# Viking Line
Viking Line er et finsk rederi, der driver en flåde af færger og cruisefærger mellem Finland, Ålandsøerne, Sverige og Estland. Viking Lines aktier er noteret på børsen i Helsinki. Viking Line har hovedsæde på Ålandsøerne.

## Firmaets historie

### De tidlige år: 1959-1966
Viking Lines historie kan spores tilbage til 1959, da en gruppe af sø- og forretningsfolk fra Ålandsøerne stiftede Rederi Ab. Viking Line, der købte en dampdreven bilfærge, SS Dinard, fra Storbritannien og omdøbte hende til SS Viking og begyndte besejling af ruten Korpo (Finland) – Mariehamn (Åland) – Gräddö (Sverige). Samme år begyndte det Gotland-baserede Rederi AB Slite en rute mellem Simpnäs (Sverige) og Mariehamn.
I 1962 opstod uenighed blandt ejerkredsen og en gruppe heraf forlod Rederi Ab Vikinglinjen og dannede et nyt selskab, Rederi Ab Ålandsfärjan, som besejlede Gräddö og Mariehamn det følgende år.
De tre selskaber, der alle konkurrerede om passagerer mellem Ålandsøerne og Sverige, indså hurtigt, at de i det lange ville tabe en del ved den gensidige konkurrence. I 1965 begyndte Viking Line og Slite at samarbejde, og i slutningen af juli blev 1966 Viking Line etableret som et handelsfirma for alle tre selskaber. På et senere tidspunkt ændrede Rederi Ab Vikinglinjen igen sit navn til Rederi Ab Solstad for at undgå forveksling med salgsselskabet. Det røde skrog blev adopteret fra Slite (som var blevet taget fra farven på formandens kones læbestift!). I 1967 skiftede Rederi Ab Ålandsfärjan igen navn til SF Line og i 1977 blev Rederi Ab Ålandsfärjan fusioneret ind i moderselskabet Rederi Ab Sally.

### 1967-1985
Fordi Viking Line kun var et handelsfirma, ejede hvert selskab stadig deres individuelle flåde og kunne vælge hvilke ruter de ville bruge deres skibe på (naturligvis var der også koordinering af tidsplaner). Hvert selskabs skibe var lette at skelne ved navn: alle Sally skibe havde en "Viking" præfiks på deres navne, Slite tog deres navne fra romerske og græske mytologier, mens SF Line's navne endte med "ella" til ære for den administrerende direktør Gunnar Eklunds kone Ellen Eklund.
I løbet af 1970'erne udvidede Viking Line meget, og overhalede Silja Line som det største shipping konsortiet på den nordlige Østersø. Mellem 1970 og 1973 købte Slite og Sally fem næsten identiske skibe bygget på Meyer Werft Tyskland. Slite fik skibene MS Apollo og MS Diana og Sally fik skibene MS Viking 1, MS Viking 3 og MS Viking 4. MS Viking 5 blev leveret i 1974 og var en forstørret udgave af samme design. Disse såkaldte Papenburg søstre anses for at være et af de mest succesfulde skibs designs nogensinde (Papenburg skibsværftet byggede yderligere tre skibe af samme type til rederiet Transbordadores og deres ruter i Mexico: disse skibe var henholdsvis MS Coromuel, MS Puerto Vallarta samt MS Azteca. I 1973 startede Viking Line Turku-Mariehamn-Stockholm ruten som kom til at være en direkte konkurrent til Silja Line for første gang. Det næste år begyndte Viking Line trafik mellem Helsinki og Stockholm. De næste ti år opholdte man denne rute mens de andre ruter blev drevet sammen med de tre andre selskaber.
I den sidste halvdel af 70erne var Sally klart den dominerende partner i konsortiet. I 1980 fik de leveret tre nye færger (MS Viking Saga, MS Viking Sally og MS Viking Song), som var de største til at have sejlet under Viking's farver. Denne etablerede yderligere deres dominans over de øvrige partnere, selvom SF Line havde fået leveringet nye færger MS Turella og MS Rosella i 1979-1980 og Slite MS Diana II i 1979. I begyndelsen af 1980'erne begyndte Sally at udvide deres aktiviteter til andre farvande, hvilket ikke blev en succes da mange af disse projekter ikke gav et ordentligt overskud og i sidste ende gjorde, at Sally ikke var i stand til at investere i nye færger til Viking Line ruterne.

### 1985-1993
I 1985 blev et ny blad vendt i Viking Line's historie, da SF Line splinternye skib M/S Mariella, på det tidspunkt den største færge i verden udskiftede MS Viking Song på Helsinki-Stockholm ruten og brød Sally's tidligere monopol på denne rute. Det næste år fik Slite leveret MS Mariella søsterskib MS Olympia og dermed tvang man Sally ud af Helsinki-Stockholm trafik totalt. Imens SF Line og Slite planlagde yderligere nybygninger var Sally i en meget dårlig position finansielt og i 1987 købte Effoa og Johnson Line der var ejere af Silja Line, Sally hvilket betød at Sally forlod Viking Line konsortiet med SF Line og Slite.
Imellem 1988 og 1990 fik SF Line leveret tre nye skibe (MS Amorella, MS Isabella og MS Cinderella), mens Slite fik leveret to (MS Athena og MS Kalypso). Desværre gik Wärtsilä Marine, det værft hvor SF Line's ene nybyggede skib og begge Slite kom fra, konkus i 1989. SF Line undgik de negative økonomiske konsekvenser af dette da deres skib MS Cinderella løbende var blevet betalt for og fordi hendes byggeri var skred frem af til tiden. Derfor var det SF Line, der ejede det næsten færdige skib, da værftet gik konkurs. Slite derimod havde underskrevet en mere traditionel form for kontrakt med deres byggeri af MS Kalypso, der skulle betales for ved leveringen. Da værftet ejede et ufærdigt skib, førte dette til en øget udgift for Kalypso på omkring 200 millioner kroner mere end det oprindeligt var planlagt. I sidste ende på trods af økonomiske problemer, havde Viking Line i 1990 de største og nyeste cruisefærge i verden.
I 1989 begyndte Slite at planlægge MS Europa, som skulle være juvelen i selskabets krone og den største og mest luksuriøse cruisefærge i verden. Desværre for dem indtrådte en finansel krise i sverige indenfor skibsbyggeriet der førte til devalueringen af den svenske krone. Dette vil til gengæld betyde, at omkostningerne for projekt MS Europa ville stige med 400 millioner kroner. Når tiden kom til at overtage det nye skib, have Slite slet ikke midler nok til at betale for det, og deres vigtigste finansieringskilder (svenske Nordbanken, som også var den vigtigste finansieringskilde for Silja Line) nægtede at låne dem de nødvendige midler. Til sidst endte skibet hos rivalerne fra Silja Line og indtrådte i deres flåde. Slite selv blev tvunget til at erklære sig selv konkurs i 1993.

### 1993-nu
Efter konkursen for Rederi AB Slite, var SF Line tilbage som den eneste operatør for Viking Line-mærket. De resterende to Slite skibe, Athena og Kalypso blev bortauktioneret i august 1993. SF Line fremsatte et købstilbud for Kalypso, men begge skibe endte med at blive solgt til det nyoprettede malaysiske krydstogtsrederi Star Cruises. I 1995 skiftet SF Line navn til Viking Line.
Mellem 1994 og 1996 drev virksomheden en hurtigfærge rute fra Helsinki til Tallinn i løbet af sommeren med to chartrede katamaran færger. I 1997 købte Viking Line MS Silja Scandinavia af Sea-Link Shipping AB og omdøbte hende til MS Gabriella og satte hende på ruten imellem Helsinki-Stockholm. Det blev rapporteret, at Viking Line på samme tid planlagde at bygge et par nye skibe til Helsinki-Stockholm ruten, således at Viking Line bedre kunne konkurrere med Silja på denne rute, men planerne blev senere skrinlagt.
I 2006 satte moderselskabet Sea Containers Ltd-, deres to datterselskaber SeaWind Line og Silja Line til salg. Sea Containers Ltd. havde været hovedejere af Sijla Lines siden 1999. Det eneste der ikke var inkluderet i salget var skibene GTS Finnjet og MS Silja Opera, der blev overført til Sea Container's i henhold til det direkte ejerskab. Viking Line placerede et tilbud for deres største konkurrent, men blev overbudt af det estiske rederi Tallink.
Det første nye skib som Viking Line byggede siden Slite's MS Kalypso i 1990 var MS Viking XPRS som blevet bestilt fra Aker Finnyards i 2005, som et svar på den stigende konkurrence fra Tallink på Helsinki-Tallinn ruten. Viking XPRS blev endelig taget i brug for Viking Line i april 2008. Et andet nyt skib blev bestilt i januar 2007, fra det spanske skibsværft Astilleros de Sevilla og var ifølge Viking Line selv en færger på 15.000 GT (bruttotonnage). Projektets navn og navnet på skibet der ville have erstattet MS Rosella på Mariehamn-Kapellskär ruten var Viking ADCC. Hendes levering var oprindeligt forventet for marts 2009, men levering af skibet blev forsinket flere gange og den 8. februar 2010 besluttede Viking Line sig for at ophæve kontrakten helt.
I oktober 2010 blev hensigtserklæringen, omkring bygning af LNG-cruisefærgen MS Viking Grace, underskrevet under forudsætning af, at der kunne indgås aftale med gasleverandøren, og at der kunne opnås miljøtilskud på 28 mio. euro fra staten. Sidstnævnte bevilgedes i den 22. december 2010,[1][2] og på denne baggrund kunne konstruktionen af skibet påbegyndes på værftet i Åbo den 28. september 2011. Miljøtilskuddet godkendtes efterfølgende af EU-kommissionen den 25. april 2012.[3]Køllægningen fandt sted den 6. marts 2012, og skibet søsattes den august samme år. Skibet leveredes den 10. januar 2013, sejlede sin jomfrusejlads den 13. januar og indsattes i ordinær trafik den 15. januar. Skibets første sejlads blev udsolgt på fire timer med priser fra 350 euro pr. seng, og inden julen 2012 - dvs. før skibet sattes i trafik - var der solgt 300.000 rejser.[4] Skibet var ventet med spænding, da det var den første nybygning i mange år på Sverige-Finlandstrafikken. På ruten mellem Stockholm og Åbo erstattede Viking Grace den 25 år ældre MS Isabella.

## Overfarter

### Linien Turku—Mariehamn/Långnäs—Stockholm
- MS Viking Grace
- MS Viking Glory

### Linien Helsinki—Mariehamn—Stockholm
- MS Gabriella
- MS Viking Cinderella

### Linien Helsinki—Tallinn
- MS Viking XPRS

### Linien Stockholm—Mariehamn
- MS Birka Gotland (en dags krydstogter)

### Linien Mariehamn—Kapellskär
- MS Rosella